# كرتون نتورك
كرتون نتورك (بالإنجليزية: Cartoon Network) هي قناة تلفزيونية كبلية أمريكية مملوكة لشركة وارنر برذرز ديسكفري، وتُعتبر الملكية الرئيسية لشركة كرتون نتورك. أُطلقت في 1 أكتوبر 1992 على يد بيتي كون، وتبث بشكل أساسي مسلسلات تلفزيونية متحركة تستهدف الأطفال. يتراوح عمر جمهورها بين 6 و12 عامًا، مع فقرات مخصصة للأطفال في سن ما قبل المدرسة وأدلت سويم للشباب. اعتبارًا من نوفمبر 2023، تُتاح القناة لحوالي 66 مليون أسرة في الولايات المتحدة.

## البرامج
- تنانين سباق إلى الحافة
- قطار بلا نهاية (مسلسل)
- العرض العادي
- العم جدو
- وقت المغامرة
- فتيات القوة
- الدببة الثلاثة
- ستيفن البطل
- بن 10 (مسلسل 2005)
- أبطال التايتنز انطلقوا
- غامبول
- كلارنس (مسلسل)
- منزل فوستر
- فلاب جاك
- أولاد الجيران
- إد إدد وإدي
- تشاودر
- كامب لازلو
- صديقي المفضل هو قرد
- ساموراي جاك
- مغامرات فلاب جاك
- توتال دراما
- ماو ماو: أبطال وادي القلب الطيب
- النمور الصاعقة هاووو
- ديسي سوبر هيرو غيرلز
- عالم غامبول المدهش الغريب

## القنوات العالمية
- كرتون نتورك (أستراليا)، متوفرة في أستراليا ونيوزيلندا.
- كرتون نتورك (البرتغال)، متوفرة في البرتغال وأنغولا.
- كرتون نتورك (أوروبا)، متوفرة في أوروبا والشرق الأوسط وأفريقيا.
- كرتون نتورك (ألمانيا)، متوفرة في ألمانيا.
- كرتون نتورك (الهند)، متوفرة في معظم دول جنوب آسيا.
- كرتون نتورك (إيطاليا)، متوفرة في إيطاليا.
- كرتون نتورك (اليابان)، متوفرة في اليابان.
- كرتون نتورك (أمريكا اللاتينية)، متاحة في أميركا اللاتينية.
- كرتون نتورك (الشمال)، متوفرة في الدول الإسكندنافية.
- كرتون نتورك (باكستان)، ومتاحة في باكستان وبنغلاديش.
- كرتون نتورك (الفلبين)، متوفرة في الفلبين.
- كرتون نتورك (جنوب شرق آسيا)، وهي متاحة في جنوب شرق آسيا وهونغ كونغ وكوريا الجنوبية وجزر المالديف.
- كرتون نتورك (هولندا)، متوفرة في هولندا وبلجيكا.
- كرتون نتورك (تركيا)، متوفرة في تركيا والجمهورية التركية لشمال قبرص.
- كرتون نتورك (بريطانيا وأيرلندا)، متوفرة في المملكة المتحدة وأيرلندا.
- كرتون نتورك العربية، متوفرة في الدول العربية.
- كرتون نتورك (فرنسا)، متوفرة في فرنسا وسويسرا وبلجيكا.
- كرتون نتورك (بولندا)، متوفرة في بولندا والتشيك.

## وصلات خارجية
- الموقع الرسمي